# Île-d'Aix (gemeente)
Île-d'Aix is een gemeente op het gelijknamige eiland in het Franse departement Charente-Maritime in de regio Nieuw-Aquitanië en telde op 1 januari 2022 196 inwoners. De inwoners noemt men Aixois. De plaats maakt deel uit van het arrondissement Rochefort.

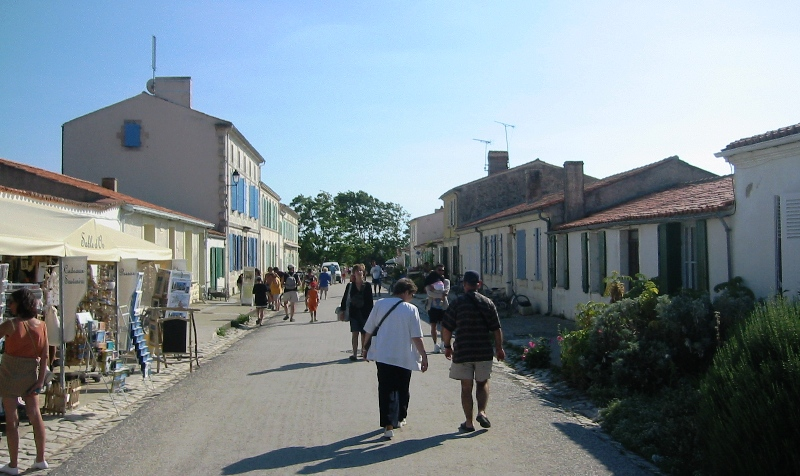
Hoofdstraat

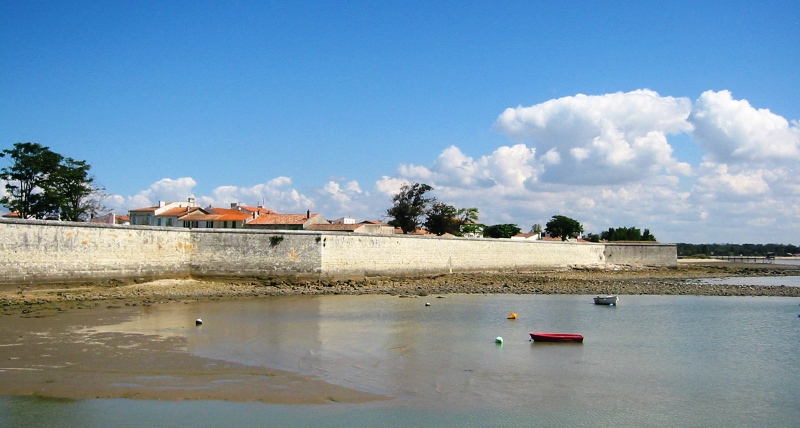
Bescherming

## Geografie
De gemeente valt samen met het eiland Île d'Aix, dat een oppervlakte heeft van 1,2 km², de bevolkingsdichtheid is 155,0 inwoners per km².
De onderstaande kaart toont de ligging van Île-d'Aix (gemeente) met de belangrijkste infrastructuur en aangrenzende gemeenten.

## Demografie
Île-d'Aix telde 224 inwoners in 2017, dat zijn er twaalf minder dan bij de telling van 2011 en wijst op een dalende tendens die zich nog steeds doorzet. Onderstaande figuur toont het verloop van het inwonertal (bron: INSEE-tellingen).